# يارل اندكفيست
يارل اندكفيست (بالفنلندية: Jarl Lundqvist)‏ هو ضابط فنلندي، ولد في 15 أغسطس 1896 في هلسنكي في فنلندا، وتوفي بنفس المكان في 23 سبتمبر 1965.